# Kamel Hmeisheh
Kamel Hmeisheh (in arabo كامل حميشة‎?; Latakia, 23 luglio 1998) è un calciatore siriano, centrocampista del Masafi Al-Wasat e della Nazionale siriana.

## Carriera

### Nazionale
Ha debuttato in Nazionale maggiore il 5 settembre 2019, in Filippine-Siria (2-5), subentrando a Firas Al-Khatib al minuto 83. Ha partecipato, con la selezione siriana, alla Coppa araba FIFA 2021 e alla Coppa d'Asia 2023. È sceso in campo, inoltre, nelle qualificazioni ai Mondiali 2022 e 2026.

## Statistiche

### Cronologia presenze e reti in nazionale
Statistiche aggiornate al 26 dicembre 2024.

| Cronologia completa delle presenze e delle reti in nazionale ― Siria | Cronologia completa delle presenze e delle reti in nazionale ― Siria | Cronologia completa delle presenze e delle reti in nazionale ― Siria | Cronologia completa delle presenze e delle reti in nazionale ― Siria | Cronologia completa delle presenze e delle reti in nazionale ― Siria | Cronologia completa delle presenze e delle reti in nazionale ― Siria | Cronologia completa delle presenze e delle reti in nazionale ― Siria | Cronologia completa delle presenze e delle reti in nazionale ― Siria |
| Data                                                                 | Città                                                                | In casa                                                              | Risultato                                                            | Ospiti                                                               | Competizione                                                         | Reti                                                                 | Note                                                                 |
| -------------------------------------------------------------------- | -------------------------------------------------------------------- | -------------------------------------------------------------------- | -------------------------------------------------------------------- | -------------------------------------------------------------------- | -------------------------------------------------------------------- | -------------------------------------------------------------------- | -------------------------------------------------------------------- |
| 5-9-2019                                                             | Bacolod                                                              | Filippine                                                            | 2 – 5                                                                | Siria                                                                | Qual. Mondiali 2022                                                  | -                                                                    | 83’                                                                  |
| 15-10-2019                                                           | Dubai                                                                | Siria                                                                | 4 – 0                                                                | Guam                                                                 | Qual. Mondiali 2022                                                  | -                                                                    | 84’                                                                  |
| 14-11-2019                                                           | Dubai                                                                | Siria                                                                | 2 – 1                                                                | Cina                                                                 | Qual. Mondiali 2022                                                  | -                                                                    |                                                                      |
| 18-11-2019                                                           | Dubai                                                                | Siria                                                                | 1 – 0                                                                | Filippine                                                            | Qual. Mondiali 2022                                                  | -                                                                    | 83’                                                                  |
| 12-11-2020                                                           | Sharjah                                                              | Siria                                                                | 1 – 0                                                                | Uzbekistan                                                           | Amichevole                                                           | -                                                                    |                                                                      |
| 16-11-2020                                                           | Sharjah                                                              | Giordania                                                            | 1 – 0                                                                | Siria                                                                | Amichevole                                                           | -                                                                    |                                                                      |
| 25-3-2021                                                            | Riffa                                                                | Bahrein                                                              | 3 – 1                                                                | Siria                                                                | Amichevole                                                           | -                                                                    |                                                                      |
| 30-3-2021                                                            | Teheran                                                              | Iran                                                                 | 3 – 0                                                                | Siria                                                                | Amichevole                                                           | -                                                                    | 46’                                                                  |
| 4-6-2021                                                             | Sharjah                                                              | Maldive                                                              | 0 – 4                                                                | Siria                                                                | Qual. Mondiali 2022                                                  | -                                                                    | 66’                                                                  |
| 7-6-2021                                                             | Sharjah                                                              | Guam                                                                 | 0 – 3                                                                | Siria                                                                | Qual. Mondiali 2022                                                  | -                                                                    |                                                                      |
| 15-6-2021                                                            | Sharjah                                                              | Cina                                                                 | 3 – 1                                                                | Siria                                                                | Qual. Mondiali 2022                                                  | -                                                                    | 22’ 71’                                                              |
| 2-9-2021                                                             | Teheran                                                              | Iran                                                                 | 1 – 0                                                                | Siria                                                                | Qual. Mondiali 2022                                                  | -                                                                    | 90+1’                                                                |
| 7-9-2021                                                             | Amman                                                                | Siria                                                                | 1 – 1                                                                | Emirati Arabi Uniti                                                  | Qual. Mondiali 2022                                                  | -                                                                    |                                                                      |
| 12-10-2021                                                           | Amman                                                                | Siria                                                                | 2 – 3                                                                | Libano                                                               | Qual. Mondiali 2022                                                  | -                                                                    | 57’                                                                  |
| 11-11-2021                                                           | Doha                                                                 | Iraq                                                                 | 1 – 1                                                                | Siria                                                                | Qual. Mondiali 2022                                                  | -                                                                    | 54’                                                                  |
| 3-12-2021                                                            | Al Khor                                                              | Siria                                                                | 2 – 0                                                                | Tunisia                                                              | Coppa araba FIFA 2021 - Gironi                                       | -                                                                    | 68’                                                                  |
| 6-12-2021                                                            | Al Wakrah                                                            | Siria                                                                | 1 – 2                                                                | Mauritania                                                           | Coppa araba FIFA 2021 - Gironi                                       | -                                                                    | 76’                                                                  |
| 1-2-2022                                                             | Dubai                                                                | Siria                                                                | 0 – 2                                                                | Corea del Sud                                                        | Qual. Mondiali 2022                                                  | -                                                                    | 78’                                                                  |
| 24-3-2022                                                            | Saida                                                                | Libano                                                               | 0 – 3                                                                | Siria                                                                | Qual. Mondiali 2022                                                  | -                                                                    | 77’                                                                  |
| 29-3-2022                                                            | Dubai                                                                | Siria                                                                | 1 – 1                                                                | Iraq                                                                 | Qual. Mondiali 2022                                                  | -                                                                    |                                                                      |
| 1-6-2022                                                             | Dubai                                                                | Siria                                                                | 1 – 0                                                                | Tagikistan                                                           | Amichevole                                                           | -                                                                    |                                                                      |
| 23-9-2022                                                            | Amman                                                                | Giordania                                                            | 2 – 0                                                                | Siria                                                                | Amichevole                                                           | -                                                                    | 46’                                                                  |
| 26-9-2022                                                            | Amman                                                                | Iraq                                                                 | 1 – 0                                                                | Siria                                                                | Amichevole                                                           | -                                                                    |                                                                      |
| 17-11-2022                                                           | Dubai                                                                | Siria                                                                | 0 – 1                                                                | Bielorussia                                                          | Amichevole                                                           | -                                                                    | 46’                                                                  |
| 20-11-2022                                                           | Dubai                                                                | Venezuela                                                            | 2 – 1                                                                | Siria                                                                | Amichevole                                                           | -                                                                    | 84’                                                                  |
| 20-6-2023                                                            | Nam Dinh                                                             | Vietnam                                                              | 1 – 0                                                                | Siria                                                                | Amichevole                                                           | -                                                                    | 60’                                                                  |
| 6-9-2023                                                             | Chengdu                                                              | Siria                                                                | 2 – 2                                                                | Malaysia                                                             | Amichevole                                                           | -                                                                    |                                                                      |
| 21-11-2023                                                           | Gedda                                                                | Siria                                                                | 0 – 5                                                                | Giappone                                                             | Qual. Mondiali 2026                                                  | -                                                                    | 86’                                                                  |
| Totale                                                               |                                                                      | Presenze                                                             | 28                                                                   |                                                                      | Reti                                                                 | 0                                                                    |                                                                      |

## Palmarès

### Club

#### Competizioni nazionali
- Campionato siriano di calcio: 2

Tishrin: 2019-2020, 2020-2021
- Coppa d'Iraq: 1

Al-Karkh: 2021-2022